# Fläcksländfluga
Fläcksländfluga (Sphaerophoria interrupta) är en tvåvingeart som först beskrevs av Fabricius 1805.  Fläcksländfluga ingår i släktet sländblomflugor, och familjen blomflugor.
Artens utbredningsområde är Danmark. Arten är reproducerande i Sverige. Inga underarter finns listade i Catalogue of Life.

## Bildgalleri

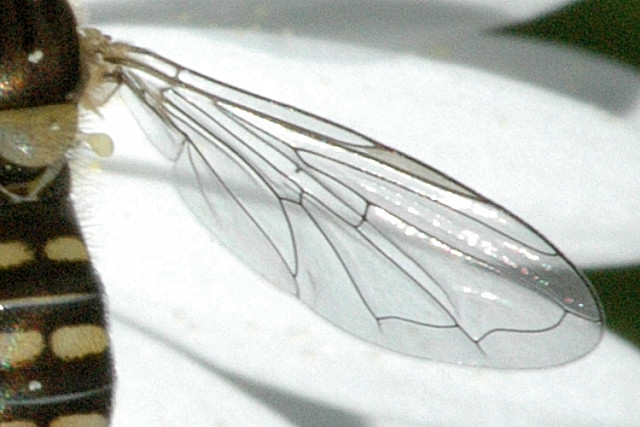